# Mladá Boleslav město
Mladá Boleslav město je železniční stanice ve východní části okresního města Mladá Boleslav ve Středočeském kraji ve vzdálenosti přibližně tří kilometrů od většího a staršího městského nádraží. Leží na neelektrizované trati Mladá Boleslav – Stará Paka v těsné blízkosti automobilky Škoda Auto. Vlakové a autobusové nádraží jsou zde propojena do jednotného dopravního terminálu, součástí přilehlého objektu je též nákupní centrum Bondy.

## Historie
Stanice byla otevřena 26. listopadu 1905 společností Místní dráha Sudoměř - Skalsko - Stará Paka v úseku ze Sudoměře a Skalska přes Mladou Boleslav do Sobotky. Na starším mladoboleslavském nádraží trať protíná železnici z Prahy do Turnova, podél níž je asi kilometr vedena. Poté odbočuje východním směrem, kde po železničním mostě překračuje řeku Jizeru. Roku 1906 byla trať dovedena až do Staré Paky.[zdroj?]
Nevelká dvoupatrová budova byla postavena na severní straně kolejiště dle typizovaného stavebního vzoru, v sousedství rostoucích automobilových závodů pod tehdejší značkou Laurin & Klement, které byly následně na trať napojeny vlečkami. Přilehlá městská třída, dnes Třída Václava Klementa, se s tratí křížila železničním přejezdem, později vybaveným závorami.[zdroj?]
Provoz na trati zajišťovaly od zahájení Císařsko-královské státní dráhy, po roce 1918 Československé státní dráhy. K 1. lednu 1925 byla trať zestátněna.

## Zahloubení trati
Okolo roku 2000 bylo rozhodnuto o zahloubení trati procházející již zahuštěnou městskou zástavbou v lokalitě Slovanka, zejména z důvodu velké dopravní vytíženosti při dopravě automobilů ze závodu Škoda Auto. V rámci více než kilometrového úseku trati byly přejezdy nahrazeny nadjezdy. Celá stanice se přesunula na úroveň kolejí, vzniklo zde středové ostrovní nástupiště se dvěma hranami, bezbariérovým přístupem (výtah) a elektronickým informačním systémem. Budova nádraží byla stržena a nahrazena jednopodlažním objektem vybaveným čekárnou a pokladnou umístěným v areálu autobusového nádraží, na protější straně kolejí oproti původní poloze staré staniční budovy. K příchodu k vlakům slouží nadchod a schodiště na nástupiště.[zdroj?]

## Současný provoz
Stav k roku 2024: Stanici obsluhují osobní vlaky linek S3 (Praha hl. n. - Mladá Boleslav hl. n./Mladá Boleslav město), S30 (Mladá Boleslav město - Turnov), S31 (Mladá Boleslav město - Nymburk hl. n.), S36 (Mladá Boleslav hl. n. - Mladá Boleslav město - Mladějov v Čechách/Lomnice nad Popelkou) a L4 (Mladá Boleslav město - Rumburk). O pracovních dnech se zde obrací některé spěšné vlaky linky R43 (Praha hl. n. - Mladá Boleslav město/Turnov). I přes množství linek obsluhujících tuto stanici je stále nejvíce vytížena nákladními vlaky, zejména z automobilového závodu Škoda Auto.[zdroj?]

## Plány do budoucna
S narůstajícím počtem obyvatel i vyrobených aut přichází ruku v ruce i narůstající potřeba ekologické přepravy tohoto nákladu. Už celá desetiletí[kdy?] se tedy debatuje, jak by šla mladoboleslavská železnice elektrizovat a obecně vzato vylepšit. Většina návrhů[kdo?] považuje aktuální hlavní nádraží za vzhledově ošklivé a hlavně nevyužívané, proto se přiklání k možnosti přeměny stanice Mladá Boleslav město na nové hlavní nádraží, a to následujícím způsobem: K aktuálnímu jednomu nástupišti se 2 kolejemi se mají přidat další 2 nástupiště se čtyřmi kolejemi. Kvůli Bondy centru a třídě Ludvíka Kalmy a Volkharda Köhlera není pro tak velkou stanici místo, proto zůstane stanicí podzemní. Ve směru od Prahy bude napojena z druhé strany než je tomu dnes (ve směru od Řepova), a to díky Bezděčínské spojce, která se vyhne aktuálnímu hlavnímu nádraží a od Nepřevázky se vlaky podél dálnice D10 dostanou obloukem až do stanice Mladá Boleslav město. Společně s elektrizací přichází i zdvoukolejnění celé trati Praha - Mladá Boleslav, která povede v nové stopě přes Lysou nad Labem, Milovice, Všejanskou spojku, Čachovice a již zmíněnou Bezděčínskou spojku. Díky plánované Ptácké spojce by též vlaky mohly jet přímo ve směru Bakov nad Jizerou, aniž by byl nutný obrat na dnešním hlavním nádraží. Po zprovoznění všech těchto úseků, které je plánováno na rok 2031, by sem z Prahy mohly zajíždět vlaky InterCity, které by výhledově pokračovaly do Turnova a Liberce.